# Crossogaster stigma
Crossogaster stigma är en stekelart som beskrevs av Van Noort 1994. Crossogaster stigma ingår i släktet Crossogaster och familjen fikonsteklar.
Artens utbredningsområde är:
- Guinea.
- Zambia.
- Zimbabwe.

Inga underarter finns listade i Catalogue of Life.